# James Witherspoon (Politiker)
James Hervey Witherspoon (* 20. November 1784 im Williamsburg County, South Carolina; † 28. Juni 1842) war ein US-amerikanischer Politiker. Zwischen 1826 und 1828 war er Vizegouverneur des Bundesstaates South Carolina.

## Werdegang
James Witherspoon wuchs im Williamsburg County auf und zog später in das Lancaster County. Dort war er als District Ordinary für die Verwaltung tätig. Er war auch Mitglied der Staatsmiliz, in der er im Jahr 1818 den Rang eines Obersts erreichte. Politisch war er Mitglied der Demokratisch-Republikanischen Partei.
1826 wurde Witherspoon von der South Carolina General Assembly an der Seite von John Taylor zum Vizegouverneur seines Staates gewählt. Dieses Amt bekleidete er zwischen dem 9. Dezember 1826 und dem 10. Dezember 1828. Dabei war er Stellvertreter des Gouverneurs und Vorsitzender des Staatssenats. Witherspoon blieb auch nach seiner Zeit als Vizegouverneur politisch aktiv. Zum Zeitpunkt seines Todes kandidierte er für das Repräsentantenhaus der Vereinigten Staaten. Er starb am 28. Juni 1842 und wurde in Riverside beigesetzt. Sein Sohn Isaac (1803–1858) war von 1842 bis 1844 ebenfalls Vizegouverneur von South Carolina. Ein anderer Sohn James war Abgeordneter im Repräsentantenhaus der Konföderierten.